# Цојленрода-Трибес
Цојленрода-Трибес (њем. Zeulenroda-Triebes) град је у њемачкој савезној држави Тирингија. Једно је од 61 општинског средишта округа Грајц. Према процјени из 2010. у граду је живјело 16.606 становника. Посједује регионалну шифру (AGS) 16076087.

## Географски и демографски подаци
Цојленрода-Трибес се налази у савезној држави Тирингија у округу Грајц. Град се налази на надморској висини од 415 метара. Површина општине износи 68,1 km². У самом граду је, према процјени из 2010. године, живјело 16.606 становника. Просјечна густина становништва износи 244 становника/km².

## Међународна сарадња
| Мјесто | Држава | Врста сарадње | Од    |
| ------ | ------ | ------------- | ----- |
|        | Чешка  | партнерство   | 1981. |
| Извор  |        |               |       |